# Joseph Petitbien
Joseph Théodore Petitbien est un homme politique français né le 11 mai 1818 à Blénod-lès-Toul (Meurthe) et décédé le 27 décembre 1891 à Blénod-lès-Toul (Meurthe-et-Moselle).
Géomètre et arpenteur agricole, il est maire de Blénod-lès-Toul et conseiller général. Il est député de Meurthe-et-Moselle de 1876 à 1885, inscrit au groupe de la Gauche républicaine.

## Biographie
Né le 11 mai 1818 à Blénod-lès-Toul d'un ingénieur géomètre et d'une fille de propriétaire et conseiller municipal. Il fut reçu au concours d'arpenteur forestier en 1844 et dressa la carte des forêts du pays de Bitche. Il coopéra, en qualité de géomètre, aux opérations cadastrales dans la Meurthe, la Meuse et le Doubs. 
En 1848, il fut choisi comme expert dans les expropriations relatives à la construction du chemin de fer de Paris à Strasbourg, dans la Meuse et la Marne ; il fut en outre chargé de régler les indemnités dues pour les prises d'eau nécessaires à l'alimentation du canal de la Marne au Rhin.
Maire de Blénod-les-Toul entre 1860 et 1864, conseiller d'arrondissement de 1864 à 1870 et général en 1871. Il fut élu, le 1er octobre 1876, député de l'arrondissement de Toul, en remplacement de M. Camille Claude, décédé, par 8450 voix (13401 votants, 18078 inscrits), contre 4638 à M. Claude fils.
Il se fit inscrire à la Gauche républicaine, et fut l'un des 363 députés qui refusèrent au 16 mai 1877 (Crise du 16 mai 1877) de voter l'ordre du jour de confiance au ministère de Broglie.
Le 14 octobre 1877, il fut réélu pour un deuxième mandat, par 9641 voix (15376 votants, 18286 inscrits), contre 5601 à M. Collin.
Le 21 août 1881, il sortira vainqueur pour son troisième mandat, qui sera son dernier, par 9,881 voix (11076 votants, 17976 inscrits). Il continua de soutenir la politique scolaire et coloniale des ministères républicains, et se retira de la vie politique aux élections de 1885 pour rester dans son pays natal où mourut le 27 décembre 1891, à l'âge de 73 ans.

## Autre
Une rue de la commune de Blénod-lès-Toul porte son nom. Le caveau de la famille Petitbien est encore visible dans le vieux cimetière de son village natal.

## Sources
- Jean El Gammal, François Roth et Jean-Claude Delbreil, Dictionnaire des Parlementaires lorrains de la Troisième République, Serpenoise, 2006 (ISBN 2-87692-620-2 et 978-2-87692-620-2, OCLC 85885906, lire en ligne), p. 179
- « Joseph Petitbien », dans Adolphe Robert et Gaston Cougny, Dictionnaire des parlementaires français, Edgar Bourloton, 1889-1891 [détail de l’édition]
- « Joseph Petitbien », dans le Dictionnaire des parlementaires français (1889-1940), sous la direction de Jean Jolly, PUF, 1960 [détail de l’édition]